# 桃太郎電鉄11 ブラックボンビー出現!の巻
桃太郎電鉄11 ブラックボンビー出現!の巻（ももたろうでんてつイレブン ブラックボンビーしゅつげん!のまき - ）は、ハドソンが2002年12月5日に発売したPlayStation 2用、ニンテンドー ゲームキューブ用のボードゲーム。桃太郎電鉄シリーズ第11作。

## 概要
今作は『スーパーIII』以来のマルチプラットフォームでの発売となっており、任天堂の据置機向けタイトルとしては『HAPPY』以来。用意されているのは全国編のマップのみであるが、前作の「九州編」で登場したシステムがいくつか全国編のマップに搭載され、新駅も増加している。また、本作では新たにCG描写の方式としてトゥーンシェーディングが採用されており、『2017』まで継続して使用されている。
『7』-『X』のような、プレイヤー全員に被害を与えるイベントキャラクターは本作では登場しない。ただし、本作より『jr.』以来となるゲストボンビーが登場するようになり、本作ではサブタイトルにもある「ブラックボンビー」が新登場する。
ゲーム監督のさくまあきらによると、前作『X』の不満点が自分たちでも驚くほど解消されているという。
新たに開発主要スタッフとして川田忠之（川田名人）が制作に参加しており、本作以降のハドソンが吸収合併されるまでの作品は川田を筆頭とするハドソンの開発チーム「Team Kawada」（川田忠之・田中俊介・吉見直人・込山勉・小坂晃弘・相原真人などが在籍）が手掛けるようになった。また、ハドソン吸収合併後に発売された『2017』についても同チームに所属していたメンバーが開発を手掛けている。

## ゲームモード
いつもの桃鉄
設定した年数をプレイし総資産を競うモード。プレイ年数は1-99年の中から設定可能。
桃鉄公式戦
3年プレイし総資産を競うモード。ゲーム開始時の持ち金は1億円で、「プラス駅」「マイナス駅」などの金額設定は「いつもの桃鉄」の10年目と同じ設定から始まる等、ゲームバランスが「いつもの桃鉄」とは一部異なっている。
火の国で鬼ごっこ
前作の「北国で鬼ごっこ」の九州版。九州地方を舞台に2年間鬼ごっこをおこない、終了時に「鬼」だったプレイヤーが負け。総資産などは勝敗に影響しない。
前作との違いは2年でゲームが終了する点と、「鬼」は貧乏神と同様に相手とすれちがうことでなすりつけられ、「鬼」になっているプレイヤーには「鬼のペナルティ」という不利なイベントが発生する等。また、このモードでは九州の外へ出る手段は封鎖され、阿蘇の「ワープ駅」と三角の「ロボット研究所」が「カード駅」に変化しており、「カード売り場駅」の品揃えがその他のモードとは異なる。
貧乏神がいない!
誰かが目的地に到着しても貧乏神が登場しないモード。その他のルールは「いつもの桃鉄」と同じだが、貧乏神に関連するカードは一切使用できない。
ドラコンクエスト3
3枚の「ぶっとびカード」を持ってハワイからぶっとび、どれだけ遠くに飛べるかを競うモード。今回は、スタート地点が沖縄からハワイに変更された。
風雲!さくま城
COMキャラ2人ずつと「桃鉄公式戦」ルールで対戦し勝ち抜く1人用のモード。『風雲!たけし城』のパロディ。

## 前作からの変更点
- PlayStation 2・ニンテンドーゲームキューブの2機種で同時に発売された。
  - 違いの一例として、女湯イベントの画像がそれぞれ異なる。
- 本作より、主要開発スタッフとして川田忠之が参加している[4]。以後ハドソンが吸収合併されるまでのシリーズ作品の開発は川田を筆頭とする「Team Kawada」が手掛けるようになった。
- 本作より、目的地がルーレットで決定された時に「鎖国時代の貿易窓口!長崎（ながさき）です」等、目的地の説明メッセージが表示されるようになった。
- 本作より、CGの描写にトゥーンシェーディングが使用されるようになった。（ゲーム機の性能上使用できない作品を除く）
- 本作より、BGMの音源を一新。内蔵音源からストリーミング音源に進化したことで、各作曲家の制作した音源のままで使用されている[5]。ストリーミング音源をメインに使用する機種に限り音源が完全に統一された。またこれ以降は原則として、主要となる「定番BGM」に限り、ストリーミング音源をメインに使用する機種では本作の音源が最新作まで使われ続けている。（「東北ラッセラー!」（池毅作曲）などの例外は存在する）
  - 代わりに前作からBGMの曲数が大幅に減少している。
- 本作より『2017』まで、「桃太郎電鉄」のロゴのカラーリングが赤色に統一された。
- 本作より『2010』まで、据置機向けタイトルにおける、メッセージウィンドウなどの基本的なユーザインタフェースのデザインが統一された。
- 本作より、「カード売り場駅」に止まったときのBGMが「ウキウキ・ショッピング」（関口和之作曲）になっている（『SUPER』と同様[6]）。
- 本作より、貧乏神がキングボンビーに変身している間は大地が紫色に変化するようになった。
- ボンビラス星で以下のようなところが変更されている。
  - 本作より、ボンビラス星のマップに起伏が付くようになる。
  - 本作より、ボンビラス星内での列車の移動速度が強制的に遅くなる。
  - 本作より、キングボンビーのセリフ回しが旧作から微妙に変わっている。
- 本作より、キングボンビーの体の大きさがこれまでの作品と比較して約3倍に巨大化している。
- ゲストボンビーとして「ブラックボンビー」が初登場。取り付かれているプレイヤーはカードが常に使えなくなり、マップ上のほとんどの駅[7]が止まると損害系カードを非常に高確率で入手する「ブラック駅」に変化する[8]。この悪行はプレイヤーの行動前に発生するため、ボンビーとしてはシリーズ初の「標準で行動が制限されてしまうキャラクター」であり、ターン内で他人になすりつければ無害とは限らない。
- 本作より、「おいどん」「鉄道省」「?駅」など、前作の『X（九州）』のみに登場した要素が全国編マップに登場する。
  - 本作より、運賃改正イベントで鉄道の収入は倍にならない。
- 本作より『16』まで、東京駅が普通の物件駅から本社ビルを建設する駅に変更。止まると持ち金を投資して本社ビルを建設できる。建設した本社ビルは収益こそ生み出さないが、キングボンビーなどに奪われたり失ったりすることはなく、絶対に失われない安定資産となる。
- 本作より、「スリの銀次の当たり年」イベントが登場。発生した年は1年間、スリの銀次の出現率が大幅に上がる。
- 本作および『12』では、ロボット研究所で購入できるメカボンビーが1人1台となった。また、各メカボンビーの値段、勝率[9]や戦いの演出が変更され、キングボンビーとカプセルロボにそれぞれ新しい必殺技が追加された。また戦闘中のBGMが「史上最大の戦い」（関口和之作曲）から「戦え! メカボンビー」（池毅作曲）に変更された。
- 本作より、所持金マイナス時にカード駅に停まると「カードの神様」が登場し、さらに1-2枚カードを追加でもらえる事がある。
- 前作に登場した5段階増資は廃止され、増資の最大は従来と同様の3段階になったほか、「ゴールドカード」「プラチナカード」「クレジットカード」を使用しての増資ができなくなった。
- 本作より、スリの銀次が登場する背景が再び列車内になり、「1/4」の金額を奪うようになった。
- 本作より、5の倍数年では「カード売り場駅」で買い物をした際に「○周年記念」として、買おうとしたカードを無料でもらえる事がある。
- 本作より、作品を追うにつれて100億円以上の高額物件や、増資による収益率の変動が大きい物件が増えるようになった。本作の「桃太郎ランド」の価格は1000億円。
- 本作より、「桃太郎ランド」を購入すると購入者の全物件（桃太郎ランド自体も含むが、収益率が毎年変動する物件は除く）の収益率が5%アップするようになる。
- 本作より、盛岡の物件「ジャージャーめん屋」の表記が「じゃじゃ麺屋」になった。さくまによると盛岡出身のハドソンのスタッフによる「『じゃじゃ麺』が正式だ」という発言を元に調査をしたところ、中国のジャージャー麺を盛岡の人に合うように変えたのが「じゃじゃ麺」だということがわかったからだという[10]。
- PS2版のみ『7』・『V』・『X』に続きデジキューブ提携コンビニ併売タイトル第4作あり尚且つ事実上の最終作としてリリースした。

## スタッフ

### ゲーム開発スタッフ
ゲームキューブ版スタッフ
- ゲーム監督
  - さくまあきら
- キャラ・デザイン
  - 土居孝幸
- 音楽
  - 関口和之
  - 池毅
  - 宮路一昭
- ゲーム演出
  - 柴尾英令
- 音楽協力
  - 辻邦博
  - 村山知義
- ゲームデザイナー
  - 込山勉
  - 横山祥
  - 加藤和美
  - 松原昌治
- プログラマー
  - 江崎諭
  - 田中俊介
  - 二宮友和
  - 藤本琢也
  - 大西弘海
  - 鈴木光行
- ツールエンジニア
  - 斎藤智久
- アートディレクター
  - 佐藤裕
- ムービー・プロデュース
  - 吉見直人
- ムービー・サポート
  - 蒲原仁
- 美術設定
  - 佐藤茂
  - 藤本満
- 3Dグラフィックデザイナー
  - 笠原圭介
  - 錦木千晶
  - 箱崎秀明
  - 関島俊文
  - 岡田寿夫
  - 秋田宰
  - 野中和彦
- 2Dグラッフィクデザイナー
  - 角谷みか
  - 山下直樹
  - 市沢保弘
  - 幸田高明
  - 相馬英樹
  - 多田知美
  - 松田真理
  - 稲井田麻由
- サウンドスタッフコーディネーター
  - 佐藤昭洋
- サウンドエフェクト
  - 成田修
  - 相原真人
- ミュージックサポート
  - 嶋倉一朗
  - 坪口浩行
- サウンドプログラマー
  - 岩渕貴幸
- サウンドサポート
  - 星恵太
- ディレクター
  - 川田忠之
- シナリオ協力
  - 柴尾英令
  - 井沢どんすけ
- 女風呂イラスト
  - 土居孝幸
- 特別出演
  - すぎやまこういち (カードの神様)

### オープニング・アニメスタッフ
- 監督・絵コンテ
  - 山田浩之
- キャラクターデザイン・作画監督
  - 新城誠
- メカニックデザイン
  - 常木志伸
  - 原田吉朗
- 原画
  - 三井洋一
  - 高橋英吉
- 動画チェック
  - 近藤梨恵
- 色彩設定
  - 辻田邦夫
- 撮影・編集
  - 石倉真
- 美術監督
  - 樹柚真蔵
- 制作担当
  - 近藤康彦
- 制作進行
  - 荒井亮

### マスタリング・協力など
- マスタリングスタッフ
  - 太田宏之
  - 小松哲也
  - 中川剛
- 宣伝
  - 梶野竜太郎
  - 石崎仁英
- ソフトウェアマニュアル
  - 前田一恵
- 協力
  - 奥野仁
  - 小山俊典
- スペシャルサンクス
  - 佐久間真理子
  - 赤根豊
  - 佐久間ゆり
  - すとろう小泉
  - 石川キンテツ
  - 福本岳史
  - 高瀬美恵
  - 木村真人
  - 岩崎誠
  - 清正まなつ
  - いちかわみほ
  - 受川朋弘
  - 錯乱坊主
  - 杉田わいん
  - 高木明光
  - 高松市民のみなさん
  - 桃鉄研究所のみなさん
  - 桃鉄ジャパンカップに参加のみなさん
  - 第一回『桃鉄ジャパンカップ2002』優勝者 久保正明
  - 水道橋博士 (浅草キッド)
  - 玉袋筋太郎 (浅草キッド)
  - 穴井夕子
  - 小向美奈子
  - 飯窪五月
- 物件協力
  - 株式会社 めりけんや (桃太郎電鉄 さぬきうどん)
  - 株式会社 ハリカ (桃太郎電鉄人形焼き 発売元)
  - 株式会社 三好野本店 (桃太郎電鉄まつりずし 〜すちゃらかトレインの旅〜)
  - JR四国
- 製作
  - 株式会社ハドソン

## 評価
ゲーム誌『ファミ通』の「クロスレビュー」では、9・8・8・9の合計34点（満40点）でゴールド殿堂入りを獲得した。

## 関連商品
- おいしい桃鉄 : 桃太郎電鉄11全国グルメ物件ガイド（小学館 ワンダーライフスペシャル、ISBN 4091060730）

桃鉄の食品物件として登場する食べ物を、モデルになった店などと共に紹介。新たに物件駅を作るときの、取材旅行のドキュメントもあり、ここで取り上げられた「佐原」と「出石」は実際に『11』に登場した。ちなみに、この本の「小樽のお寿司屋」のエピソードで登場する「漫画家の卵の若者たち」は、『7』などで活躍する「チョコバナナオールスターズ」の事だと思われる。
- 桃太郎電鉄11ブラックボンビー出現!の巻公式ガイドブック（エンターブレイン、ISBN 4757712618）
- 桃太郎電鉄11 ゴールド・サウンズ

本作のサウンドトラック。
- 土居孝幸アートワークス DOIN'S（樹想社発行、銀河出版発売、ISBN 978-4-87777-095-2）
  - キャラクターデザインを手掛ける土居孝幸の画集。本作からは取扱説明書用原画、メニュー画面原画、カレンダーイラスト原画、各種資料用イラストなどが掲載されている。